# مارکو کاموس
مارکو کاموس (انگلیسی: Marco Camus؛ زادهٔ ۱۶ نوامبر ۲۰۰۱) بازیکن فوتبال است.